# (400249) 2007 PF26
(400249) 2007 PF26 es un asteroide perteneciente al cinturón de asteroides, descubierto el 11 de agosto de 2007 por el equipo del Lincoln Near-Earth Asteroid Research desde el Laboratorio Lincoln, Socorro, Nuevo México.

## Designación y nombre
Designado provisionalmente como 2007 PF26.

## Características orbitales
2007 PF26 está situado a una distancia media del Sol de 2,287 ua, pudiendo alejarse hasta 2,695 ua y acercarse hasta 1,879 ua. Su excentricidad es 0,178 y la inclinación orbital 3,532 grados. Emplea 1263,75 días en completar una órbita alrededor del Sol.

## Características físicas
La magnitud absoluta de 2007 PF26 es 17,5.